# 岡山建設共同高等職業訓練校
岡山建設共同高等職業訓練校（おかやまけんせつきょうどうこうとうしょくぎょうくんれんこう）は、認定職業訓練による職業能力開発校。職業訓練法人岡山建設共同職業訓練協会が運営する。

## 所在地
岡山県岡山市福吉町20-20

## 訓練科
- 建築施工系・木造建築科
- 建築仕上げ系・左官、タイル施工科

## 訓練期間
2年

## 姉妹校
岡山建設共同職業訓練協会は、他に倉敷共同高等職業訓練校を運営している。